# Her Uncle's Will (film 1910)
Her Uncle's Will  (o The Uncle's Will) è un cortometraggio muto del 1910. Il nome del regista non viene riportato nei credit del film.

## Trama
Ruth è una ragazza dell'alta società che ha ricevuto dallo zio una grossa eredità con la sola condizione, per lei, di passare il periodo dell'alta stagione in campagna, a curare la fattoria. Ruth si presta volentieri a lasciare i lussi della grande città e, in campagna, ama dedicarsi anche ai lavori più umili, come quello di curarsi della latteria. George Temple, un giovanotto appartenente a una ricca famiglia, sta passando una vacanza in quei luoghi e, quando conosce Ruth, simpatizza con lei, cominciando a frequentarla. L'aiuta spesso con i suoi secchi di latte, l'accompagna e inizia a farle la corte per finire col chiederla in moglie, credendo che lei sia una semplice ragazza di campagna. La voce della loro storia arriva all'orecchio del padre di George: l'uomo ritiene disdicevole che il figlio possa sposare una lattaia e si reca a casa di Ruth dove dichiara alla governante - che lui crede la madre della ragazza - che si opporrà strenuamente a quelle nozze. Quando però verrà a sapere dall'avvocato di Ruth che la proprietaria della grande tenuta è proprio la ragazza che lui non vuole come nuora, il vecchio signore, imbarazzato, si troverà costretto a porgere le sue scuse, lasciando liberi i ragazzi di vivere la loro felice storia d'amore.

## Produzione
Il film fu prodotto dalla Vitagraph Company of America.

## Distribuzione
Distribuito dalla General Film Company, il film - un cortometraggio in una bobina - uscì nelle sale cinematografiche statunitensi il 15 luglio 1910.